# Eustachys floridana
Eustachys floridana är en gräsart som beskrevs av Alvin Wentworth Chapman. Eustachys floridana ingår i släktet Eustachys och familjen gräs. Inga underarter finns listade i Catalogue of Life.